# 14É busz (Budapest)
A budapesti 14É jelzésű éjszakai autóbusz Káposztásmegyer, Szilas-patak és Kispest, Határ út között közlekedett. A vonalat a Budapesti Közlekedési Rt. üzemeltette.

## Története
1997. július 21-én vezették be a 14É buszt a 14-es villamos Béke utcai pályafelújításának idejére, annak teljes vonalán (Lehel tér – Szilas-patak). Az építkezés befejeztével nem indult újra az éjszakai villamosüzem, továbbiakban a Kispest, Határ út végállomásig hosszabbított pótlóbusz  közlekedett helyette. 2005. szeptember 1-jén megszűnt, helyette 914-es jelzéssel indítottak új járatot Káposztásmegyer, Megyeri út és a Dél-pesti autóbuszgarázs között.

## Útvonala
| Kispest, Határ út felé | Káposztásmegyer, Szilas-patak felé |
| --- | --- |
| Káposztásmegyer, Szilas-patak vá. – Óceánárok utca – Sporttelep utca – Iglói utca – Leiningen Károly utca – Szent Imre utca – Rózsa utca – Árpád út – István út – Pozsonyi utca – Béke utca – Lehel utca – Lehel tér – Váci út – Nyugati tér – Teréz körút – Podmaniczky utca – Bajcsy-Zsilinszky út – Károly körút – Múzeum körút – Kálvin tér – Üllői út – Nagyvárad tér – Orczy út – Elnök utca – Könyves Kálmán körút – Üllői út – Kispest, Határ út vá. | Kispest, Határ út vá. – Ferde utca – Mátyás király utca – Üllői út – Könyves Kálmán körút – Gyáli út – Nagyvárad tér – Üllői út – Kálvin tér – Múzeum körút – Károly körút – Bajcsy-Zsilinszky út – Alkotmány utca – Szemere utca – Szent István körút – Nyugati tér – Váci út – Lehel tér – Lehel utca – Béke utca – Pozsonyi utca – István út – Görgey Artúr utca – Kiss Ernő utca – Leiningen Károly utca – Iglói utca – Sporttelep utca – Óceánárok utca – Káposztásmegyer, Szilas-patak vá. |

## Megállóhelyei
| 0  | Káposztásmegyer, Szilas-patak végállomás | 51 |          |
| 1  | Hajló utca                               | 50 |          |
| 1  | ABC áruház                               | 49 |          |
| 3  | Erdősor út                               | 48 |          |
| ∫  | Vadgesztenye utca                        | 47 |          |
| 4  | Fóti út                                  | 47 |          |
| 5  | Vécsey Károly utca                       | 46 |          |
| 6  | Szent László tér                         | 45 |          |
| 7  | Szakorvosi rendelő                       | ∫  |          |
| 8  | Deák Ferenc utca                         | ∫  |          |
| 9  | Árpád üzletház                           | ∫  |          |
| 10 | Erzsébet utca                            | ∫  |          |
| ∫  | Deák Ferenc utca                         | 44 |          |
| ∫  | Szent István tér                         | 42 |          |
| 11 | Újpest-Központ                           | 41 |          |
| 12 | Berda József utca (↓) Nyár utca (↑)      | 40 |          |
| 13 | Pozsonyi utca (↓) Chinoin utca (↑)       | 39 |          |
| ∫  | Angyalföld forgalmi telep                | 38 |          |
| 15 | Gyöngyösi utca                           | 37 |          |
| 16 | Rokolya utca                             | 35 |          |
| 17 | Fiastyúk utca                            | 34 |          |
| 18 | Frangepán utca                           | 33 |          |
| 20 | Béke tér                                 | 32 |          |
| 21 | Róbert Károly körút                      | 31 | 1É       |
| 22 | Hun utca                                 | 29 |          |
| 23 | Dózsa György út                          | 28 |          |
| 24 | Dévai utca                               | 27 |          |
| 26 | Lehel tér                                | 26 | 50É      |
| 28 | Nyugati pályaudvar                       | 24 | 6É, 50É  |
| 31 | Arany János utca                         | 20 | 50É      |
| 33 | Deák Ferenc tér                          | 18 | 50É      |
| 35 | Astoria                                  | 17 | 50É, 78É |
| 37 | Kálvin tér                               | 16 | 50É      |
| 39 | Ferenc körút                             | 13 | 6É, 50É  |
| 40 | Klinikák                                 | 12 | 50É      |
| 42 | Nagyvárad tér                            | 10 | 50É      |
| 45 | Népliget                                 | 7  | 1É, 50É  |
| 47 | Ecseri út                                | 5  | 50É      |
| 48 | Pöttyös utca                             | 4  | 50É      |
| ∫  | Kispest, Határ út                        | 2  | 50É      |
| 50 | Kispest, Határ út végállomás             | 0  | 50É      |